# Sutyna plana
Sutyna plana är en fjärilsart som beskrevs av Augustus Radcliffe Grote 1882. Sutyna plana ingår i släktet Sutyna och familjen nattflyn. Inga underarter finns listade i Catalogue of Life.